# 유정석 (가수)
유정석(1974년 11월 18일 ~ )은 대한민국의 가수이다. 2003년 행복한 세상의 족제비 OST '출사표'로 데뷔했다.

## 방송
- 싱어게인3 (2023) - Top43

## 음반
- We 2-투니버스 만화영화 주제가 Best (2003)
- We 3 (투니버스 만화영화 주제가 Best) (2005)
- 쾌걸 근육맨 2세 (2006)
- 개구리 중사 케로로 7기 OST (2011)
- 지금 너와 함께 (2012)
- 남아 (Remain) (2013)
- 나루토 질풍전 OST (2013)
- 다이노코어 (2016)
- 챔피언 (2017)
- 투니버스 리즈시절 vol.1 (2019)
- 투니버스 리즈시절 vol.2 (2019)